# Bitwa pod Preston (1648)

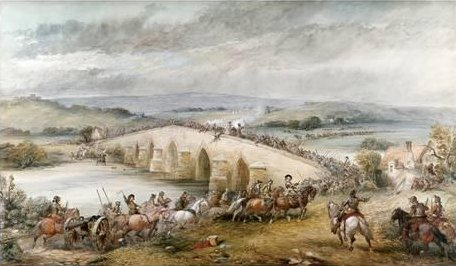
Bitwa pod Preston na obrazie Charlesa Cattermole'a (1877)

Mapa obszaru, na którym rozegrała się bitwa

Bitwa pod Preston – starcie zbrojne, które miało miejsce w dniach 17–19 sierpnia 1648 podczas angielskiej wojny domowej.
Zwycięstwo wojsk Cromwella nad wojskami Rojalistów i Szkotów dowodzonych przez księcia Hamiltona. To zwycięstwo armii Parlamentu przesądziło o zakończeniu drugiej angielskiej wojny domowej.

## Zaręczyny
W ciągu tygodni i miesięcy które nastąpiły po kapitulacji szkockiej armii Karola I w styczniu 1647 w Newcastle wzrastała radykalizacja polityki w Anglii. W Londynie Prezbiterianie (Presbyterians) w Parlamencie stopniowo przechodzili do pozycji obronnych, natomiast Niezależni (Independents) stawali się coraz bardziej wpływowi. Jeśli religijny radykalizm jest zły, to radykalizm polityczny Wyrównywaczy (Levellers) lub bardziej ekstremalnych mniejszości jest jeszcze gorszy. Krok po kroku radykalna część Prezbiterianów w Szkocji ustępowała bardziej umiarkowanej frakcji kierowanej przez Jamesa Hamiltona.
Pierwszym i najważniejszym zadaniem przed nowym rządem było zapewnienie bezpieczeństwa króla. Jednak powinna być zawarta jakaś umowa między Karolem a Prezbiterianami – czasami zwanymi Partią Kościelną (Kirk Party) – na których czele stał Archibald Campbell, markiz Argyll, mocno zaangażowanym w list Konwentorów (National Covenants).
W ciągu roku trwały negocjacje z Karolem w różnych miejscach Anglii, mające swój epilog w grudniu 1647 w postaci tzw. ugody w Carisbrooke Castle na wyspie Wight.
Chociaż sam nie stał się Konwentorem (Covenant), Karol zgodził się wspierać przez 3 lata wprowadzenie Prezbiterianizmu w Anglii i przytłumić wszystkie inne sekty, włączając w to Niezależnych (Independents). W zamian obiecano mu armię. Ten targ, znany jako tzw. Zaręczyny (Engagement), doprowadził do wybuchu drugiej wojny domowej w Anglii i rozdarł ruch Konwentorski (Covenanter movement) na dwoje.

## Diabelski Cyrograf
Gdy wieści o ugodzie dotarły do Szkocji, zostały przyjęte z entuzjazmem, ponieważ na podstawie tego przyjęto, że Karol w końcu sam został Konwentorem (Covenant).
Gdy w końcu prawda wyszła na jaw, pojawiła się opozycja, szczególnie w południowo-zachodniej Szkocji, obszarze najbardziej zagorzałych Konwentorów.
Polityczna opozycja była jeszcze dość słaba, ale rozszerzający się opór sięgający poziomu parafii poważnie przeszkadzał Hamiltonowi w rekrutowaniu armii. Hamilton został wyznaczony na wodza w kwietniu. Chociaż jego zdolności, jako polityka były mizerne, to w porównaniu z tym jego talenty wodzowskie były jeszcze gorsze.
W ciągu wiosny i wczesnym latem żołnierze byli rekrutowani z największą trudnością. Opóźnienia musiały mieć fatalny wpływ na całe przedsięwzięcie. Rzeczywiście, Hamilton wkrótce stanął twarzą w twarz z malutką wojną domową w Szkocji, i musiał rozpraszać ledwie zebrane wojskowe siły na zwalczanie powstania w zachodnich hrabstwach. W czerwcu stłumił powstanie w bitwie pod Mauchline Muir.
Czas płynął naprzód i minęła połowa lata. W Anglii wiele powstań już padło. Nie mogło być już więcej opóźnień. Jednak rokowania nie mogły być gorsze: zgromadzona armia miała znacznie mniejszy niż oczekiwano stan liczebny. Ponadto była fatalnie wyposażona i słabo wyszkolona. Dostawy i transporty przedstawiały bardzo poważne problemy, a do tego nie było w ogóle artylerii. Oczekiwane wzmocnienia ze szkockiej armii w Irlandii jeszcze nie przybyły.
Nie mogąc już dłużej czekać Hamilton przekroczył 8 lipca granicę w Annan
mając przy sobie 10 500 żołnierzy (a miało być 30 000, i to dużo wcześniej). Jeszcze tego samego dnia połączył się z 3 000 angielskiej kawalerii w Carlisle. Postępy połączonych wojsk były pilnie śledzone przez generała Johna Lamberta oraz przez podjazd tzw. Armii Nowego Typu (New Model Army).

## Marsz Hamiltona
Po przekroczeniu granicy Hamilton posuwał się na południe strasznie wolno. Bez żadnego poważnego powodu stał aż 6 dni pod Carlisle, po czym ruszył do Penrith. Na koniec dowlókł się w okolice Kirkby Thorne, gdzie armia jego pozostała do końca lipca. Sprawy miały się gorzej z powodu złej pogody – przez cały czas pobytu Hamiltona w Anglii lało bez przerwy.
Pod Kirkby Throne oczekiwano na przybycie ze Szkocji najnowszych regimentów, których stan liczebny nie przekraczał nawet połowy etatu. Do tego byli to żołnierze niedoszkoleni i niezdyscyplinowani.
Wojska Hamiltona obserwował Lambert. Nie był dość silny, by zaatakować, ale otrzymał wiadomości, że Oliver Cromwell maszeruje z południowej Walii w jego kierunku, wziąwszy po drodze 11 lipca bronioną przez Rojalistów twierdzę Pembroke Castle.
W końcu lipca ociężała szkocka armia ponownie zaczęła działać, poruszając się przez Appleby i 2 sierpnia przybyła do Kendal. Tutaj Hamilton połączył się z generałem George’em Munro oraz z wojskami z Ulsteru. Połączone siły liczyły łącznie około 18 000 żołnierzy. Ale nieomal na początku nie doszło do poważnego sporu. Munro odmówił służby pod zwierzchnictwem zastępcy Hamiltona, hrabiego Callendara, którego on nie znosił, natomiast Callendar nie widział powodu, dlaczego Munro miałby mieć niezależną komendę. Hamilton, który najwidoczniej obawiał się Callendara, napuszonego służbisty, opowiedział się za gorszym z możliwych rozwiązań. Zaprawione w bojach wojska z Ulsteru miały pozostać na północ od Kirkby Lonsdale z częścią angielskiej kawalerii, by czekać na przybycie artylerii, która miała nadejść tą samą drogą ze Szkocji. Reszta armii kontynuowała marsz do Hornby. Tutaj Hamilton stanął na tydzień, podejmując pierwszą z serii katastroficznych decyzji,
Dnia 14 sierpnia zmęczony posuwał się do Lancasteru, a następnie do Preston. Marmaduke Langdale wraz z pozostałą angielską jazdą zostali ustawieni w pewnej odległości na wschód od głównych sił chroniąc skrzydło, a przy okazji zbierając informacje o ruchach wojsk nieprzyjacielskich mających przejść przez góry Pennines.
Podczas gdy Hamilton wlókł się przez Lancashire, Cromwell dokonał znacznego postępu od momentu opuszczenia Pembroke. W końcu 13 sierpnia połączył się z Lambertem między Wetherby a Knaresborough, pokonawszy 287 mil w 13 dni. Dla porównania Hamilton, który w dwa dni później osiągnął Preston, w ciągu 39 dni przebył 94 mile. Połączone siły liczyły 14 000 żołnierzy, zatem słabsze od wojsk Hamiltona. Gdy Thomas Fairfax i reszta tzw. Armii Nowego Typu oczyszczali z Rojalistów południowo-wschodnią Anglię, Cromwell miał rozpocząć pierwszą bitwę jako w pełni samodzielny wódz.
Hamilton w dalszym ciągu nie miał pojęcia o zagrożeniu które zaczęło nabierać kształtu na jego wschodnim skrzydle. Wciąż cierpiał na braki zaopatrzeniowe, pozwolił Johnowi, przyszłemu hrabiemu Middleton, i jego kawalerii ruszyć na południe od Preston, przez rzekę Ribble do Wigan na ekspedycję furażową. Dnia 16 sierpnia, w wigilię bitwy pod Preston, mająca stoczyć wkrótce bitwę armia była jak wąż, ciągnący się na niesamowicie długim dystansie 15 mil: Munro i ogon byli wciąż w Kirkby Lonsdale na północy; Hamilton i siły główne byli w sąsiedztwie Preston; podczas gdy Middleton i czoło armii były na południu koło Wigan. Langdale i jego oddzielna siła złożona z angielskich Rojalistów ruszyła w międzyczasie na południe przez Ribblesdale, zbliżając się do Preston z północno-wschodniej strony.

## Cromwell atakuje
Cromwell, znajdujący się w Wetherby nie miał precyzyjnych informacji o położeniu Hamiltona. W jego sytuacji należałoby cofnąć się na południe by zagrodzić drogę do Londynu, wysyłając jednocześnie podjazdy na zachód dla zlokalizowania nieprzyjaciela. Lecz Cromwell, który zdawał sobie sprawę z tego, że należy szybko i zdecydowanie pokonać Hamiltona, by odebrać ostatnią nadzieję walczącym wciąż w różnych częściach Anglii Rojalistom, zdecydował się na błyskotliwe ryzyko. Zamiast posunąć się na południe, postanowił przebyć góry Pennines w Lancashire, następnie zlokalizować nieprzyjaciela, by go możliwie najrychlej dopaść i zniszczyć. Z Otley do Skipton jego armia zeszła do doliny rzeki Ribble i 15 sierpnia założyła obóz w Gisburn. Tutaj Cromwell otrzymał wieści od swych zwiadowców, że Hamilton zbliża się do Preston z Lancasteru.
Gdy było już za późno, Langdale zaalarmował o niebezpieczeństwie. Powiedział Hamiltonowi i Callendarowi, że jest przekonany, że Cromwell postanowił zaatakować; lecz nie wzięto jego ostrzeżenia poważnie. Następnego dnia wczesnym rankiem, dnia 17 sierpnia, jego obawy potwierdziły się. Wciąż ludzie jego zajmowali dobrą pozycję, wzdłuż głównej drogi między Preston a Skipton. Droga ta, nieco większa niż wąska alejka, w tym momencie była już mocno przesiąknięta wodą deszczową. Na obu stronach alejki żołnierze Langdale’a byli chronieni przez żywopłoty, osłaniające ich przed atakiem jazdy. Cromwell wysłał przedni oddział złożony z 200 jazdy i 400 piechoty by wywalczyć przejście przez alejkę. Wkrótce potem zostali wzmocnieni przez kapitana Johna Hodgsona.
Krok po kroku Rojaliści byli zmuszani do cofania się po nasiąkniętym deszczówką gruncie. Podczas, gdy bitwa już trwała Langdale szarżował pełnym pędem, by ostrzec Hamiltona, że to nie jest jakiś podjazd, ale atak na pełną skalę. Znalazł go z generałem Williamem Baillie, przygotowującego się do przeprawienia piechoty przez rzekę Ribble w Preston Bridge. Hamilton natychmiast zmienił rozkaz, każąc generałowi Baillie pozostać na północnej stronie rzeki w celu wsparcia Langdale’a, a następnie wysłał wiadomość do Middleton, by pośpiesznie wracano z Wigan. Lecz Calendar sprzeciwił się zdaniu, że piechota nie da sobie rady bez natychmiastowego wsparcia kawalerii. Według niego armia po przeprawieniu się przez rzekę połączy się z kawalerią i będzie mogła walczyć mając rzekę Ribble przed sobą, a nie z tyłu. W ogóle nie wzięto pod uwagę, że oznaczałoby to kompletne odcięcie od Munro i Szkocji. Co do Langdale’a, Callendar posądził go o przesadną ocenę skali nieprzyjacielskiego ataku, ale tak czy owak może walczyć cofając się przez Preston i dołączyć do Szkotów na południe od mostu na rzece Ribble. Hamilton zgodził się z tymi opiniami, wracając do swego pierwotnego planu. Jedyną pomocą wysłaną będącym w ciężkiej opresji wojskom Langdale’a był niewielki oddział lansjerów. Błąd gonił za błędem.
Walka Langdale’a w żywopłotach i rowach Ribbelton Moor trwała już od ponad 4 godzin. W końcu, gdy nieprzyjacielska piechota przedarła się przez żywopłoty, Cromwell wysłał dwa pułki jazdy w dół alejki, doprowadzając Rojalistów do paniki i zaganiając ich z powrotem do miasta. Langdale postanowił dołączyć do generała Baillie, ale było już za późno. Niemal cała jego piechota, która przeżyła walkę wzięta została do niewoli, podczas gdy jazda pogalopowała na północ by połączyć się z Munro. Hamilton osobiście poprowadził swoją gwardię (life-guards) na pomoc dla Langdale’a. Jednak jego osobista odwaga na nic się nie przydała i nie mogła wyrównać jego braków jako dowódcy.
Na południe od rzeki Baillie umieścił swych ludzi na wzgórzu Church Brow Hill, górującym nad Ribble Bridge. Żołnierze Cromwella posuwali się naprzód w kierunku tej decydującej przeprawy prowadzącej z wysokiego brzegu na północy, osłaniani przez grupę muszkieterów. Walka o Ribble Bridge trwała kolejne 2 godziny („a very hot dispute” – bardzo gorąca dyskusja – jak nazwał tę walkę sam Cromwell). Wraz z zapadającym zmierzchem Szkoci zostali wyparci przez atak pikinierów pod wodzą pułkowników Thomasa Pride'a i Richarda Deana. Baillie wraz ze swymi oddziałami cofał się, opuszczając zajęte uprzednio wzgórze. Nieprzerwana walka trwała przesuwając się stopniowo na południe przez most na rzece Darwen, małym dopływie rzeki Ribble (w przyszłości poeta John Milton napisał o strumyku Darwen nasyconym szkocką krwią). Wściekła i krwawa walka skończyła się wraz z zapadnięciem nocy.

## Bitwa w biegu
Ciemność przywitana została jak upragniona odsiecz przez obie armie, zmoczone, zmęczone i głodne. Lecz żołnierze Parlamentu zwietrzyli już zwycięstwo. Skrzydłowe natarcie Cromwella przyniosło olśniewające powodzenie: armia Hamiltona rozcięta została na dwoje, do tego została pozbawiona łączności ze swą bazą w Szkocji, nie mając już żadnej drogi odwrotu. W końcu pierwszego dnia walki obie strony poniosły straty, według szacunków Cromwella było łącznie 1 000 zabitych i 4 000 jeńców. Armia przeciwnika była wciąż potężna, lecz to okazało się nie mieć dużego znaczenia wobec faktu, że jej żołnierze w miarę rozwoju wypadków zaczęli tracić zaufanie do kompetencji dowódczych swoich wodzów.
Nie było spoczynku dla wyczerpanych szkockich żołnierzy. O północy, w ciągle lejącym się deszczu, Hamilton zwołał posępną naradę wojenną. Callendar nalegał na nocny marsz naprzeciw Middletona i nadciągającej z południa kawalerii. Zarówno Baillie jak i Turner argumentowali przeciwko temu, wyliczając liczne trudności nocnego marszu zmęczonej armii wzdłuż zabłoconych dróg, w ciągłym deszczu. Jednak jak zwykle argumenty Callendara przeważyły.
Ponieważ armia nie miała żadnych środków transportu, muszkieterzy mogli wziąć ze sobą co najwyżej tylko tyle prochu, ile mogli unieść. Cała reszta miała być spalona by nie wpaść w ręce nieprzyjaciela. Bez uderzenia w werble, z wygaszonymi lontami w muszkietach, zmęczeni i zdemoralizowani żołnierze wyruszyli w nocny marsz. Jak wszystkie pomysły Callendara, tak i ten zakończył się niepowodzeniem. Z braku rozkazów, by podpalić pozostawiony proch strzelniczy, cały zapas wpadł w ręce wojsk Cromwella, które nadeszły następnego ranka.
To była armia, w której jeśli coś miało pójść źle, to poszło źle. I tak się stało podczas tego nieszczęśliwego marszu. Podczas gdy Middleton poruszał się na północ z Wigan przez Chorley, Hamilton maszerował na południe przez Standish, w pewnej odległości na zachód, więc obie siły minęły się w ciągu nocy. Middleton zorientował się, gdy przeciął drogę nie własnej piechocie, jak się spodziewał, lecz dwóm pułkom kawalerii (tzw. Ironsides) dowodzonym przez pułkownika Francisa Thornhaugha, którego Cromwell wysłał w pościg za Hamiltonem. W walce, która nastąpiła Thornhaugh zginął, jednak jego ludzie wyparli Middletona z powrotem na południe.
Hamilton przebył już 3 mile od Preston zanim Cromwell odkrył, że go nie ma. Odesłał siły Thornhaugha i zostawił pułkownika Ralpha Ashtona oraz rekrutów z Lancashire, by trzymać Preston przed zbliżającym się Munro, z rozkazem zabicia wszystkich żołnierzy Langdale’a (wziętych uprzednio do niewoli), gdyby Rojaliści zechcieli zaatakować. Sam zaś ruszył z resztą armii za ustępującym nieprzyjacielem. Jak się później okazało, niepotrzebnie martwił się z powodu Munro, gdyż ten nie zamierzał ruszać się z Kirkby Lonsdale.
Dnia 18 sierpnia z rana w deszczu lejącym się przez noc i dzień, szkocka piechota była głodna i przemoczona do suchej nitki. Koło Standish Moor blisko Wigan dołączyła do nich wreszcie kawaleria. Była to dobra pozycja na postój, gdyż teren pokryty był licznymi zagrodami. Niestety, deszcz zniszczył skromne zapasy prochu, a że nie można go było nigdzie w okolicy dostać, kontynuowano marsz do Wigan. Armia była zupełnie wyczerpana, zarówno fizycznie jak i psychicznie. Morale osiągnęło stan krytyczny, zbliżając wojska do stanu całkowitego rozkładu. Cofająca się armia brnęła w błocie z Wigan do Warrington, wytrwale ścigana przez Cromwella. Rano 19 sierpnia mający już dość uciekania Szkoci stawili czoła swoi prześladowcom w miejscu zwanym Winwick, trzy mile na północ od Warrington.
Walka podjęta została w wąskiej alejce na drodze na północ od Newton. Wszystkie natarcia Cromwella zostały odparte, jednak Cromwellowi pomogli miejscowi ludzie, pokazując drogę przez pola, oskrzydlającą szkockie pozycje. Skutkiem tego Szkoci zostali zepchnięci przez regiment pułkownika Pride'a do wioski leżącej na południowej stronie kościoła Winwick, gdzie opór został ostatecznie złamany. Uciekinierzy kierowali się na Warrington, gdzie reszta armii zajęta była tarasowaniem mostu na rzece Mersey.
Nawet po zwycięstwie w Winwick Cromwell musiał ciężko się napracować, ścigając Szkotów na południe od Mersey, gdzie zbudowali potężny przyczółek. Pomimo że Hamilton miał większość swojej jazdy i 4000 piechoty, to była to już armia pobita, a najbardziej pobitym czuł się jej wódz. Callendar, którego rady doprowadziły do takiej sytuacji, przekonywał go teraz, by nakazał Baillie'mu, aby ten wydał aktualnie bezużytecznej piechocie rozkaz kapitulacji, podczas gdy kawaleria mogłaby jeszcze dołączyć do Rojalistów wciąż walczących na terenie Walii. Baillie, zaszokowany taką perfidią, odmówił posłuszeństwa. Wydał rozkaz obrony mostu, co było honorową, lecz oderwaną od rzeczywistości decyzją. Większość muszkieterów porzuciło swą bezużyteczną broń. Ci co zachowali broń przy sobie z braku prochu nie oddali żadnego strzału. Także pikinierzy byli bliscy załamania. Gdy wydano rozkaz zaledwie 250 ludzi ruszyło się do jego realizacji. Baillie widząc beznadziejny stan swoich żołnierzy w porę skapitulował. Cromwell, zatroskany o zabezpieczenie przeprawy przez most w Warrington, ofiarował mu wspaniałomyślne warunki. W końcu bitwy w biegu (running battle) od Preston do Warrington poległo 3 000 ludzi i wzięto 10 000 jeńców.

## Kapitulacja
Poruszając się bez klarownego planu Hamilton i pozostała przy nim kawaleria w końcu 22 sierpnia dotarł do Uttoxeter w Staffordshire. Tutaj w końcu Hamilton zebrał się na odwagę i obwinił za całą klęskę Callendara.
Wydał rozkaz wymarszu z Uttoxeter, ale jazda zbuntowała się i odmówiła. Wielu zdezerterowało, włączając w to Langdale’a. Niektórzy w końcu odjechali z Callendarem, który uciekł do Holland. Hamilton nie miał wyboru i musiał negocjować z nieprzyjacielem, ostatecznie kapitulując przed Johnem Lambertem, którego Cromwell wysłał z Warrington w pościg. Warunkiem kapitulacji była gwarancja bezpieczeństwa dla niego i jego oficerów. Nie było na to zgody. Pod swym angielskim tytułem, czyli jako hrabia Cambridge, Hamilton został skazany i stracony za zdradę w marcu 1649, kilka tygodni po śmierci swego króla.
W Szkocji wieści o klęsce w Lancashire doprowadziły do upadku rządów tych konwentorów, którzy byli ugodowi w stosunku do króla Karola I (tzw. Engagers), Od południowego zachodu Szkocji zwolennicy Argylla i partii Kirka ruszyli na Edynburg, epizod ten znany jest jako Rajd Whiggamore (Whiggamore Raid), od słowa „whiggam”. używanego przez miejscowych ludzi do popędzania swych koni (polskie „wio”). I w taki oto sposób Wigowie (Whigs) weszli na scenę historii.